# Bernardo German Llorente
Bernardo Germán Llorente ou  Bernardo  Llorente Germán, né vers 1680 à Séville, mort dans cette même ville le 15 janvier 1759. Espagnol, est un Peintre de compositions religieuses, portraits, et de natures mortes.

## Biographie
S'il refuse d'être peintre à la Cour, il est toutefois l'un des premiers membres de l'Académie royale des beaux-arts de San Fernando en 1756.
Il peint de nombreuses œuvres dans diverses églises, particulièrement à la Chartreuse de Xeres de la Frontera, ainsi que les églises de Baeza et de Úbeda. On lui donne le surnom de Pintor de las Pastoras parce qu'il représente plusieurs fois ses vierges en costume de bergère. Il peint également des portraits, notamment celui de l'Infant Philippe, et des natures mortes en trompe-l'œil, renouvelant ce genre très prisé en Espagne.
Ses ouvrages sont souvent vendus comme étant de Murillo.
Parmi les imitateurs tardifs de Murillo, il apparaît comme l'un des plus doués; il ne se limite pas au répertoire religieux. Il devient populaire grâce à son interprétation picturale d'un thème dévot lancé au début du XVIIIe siècle par un capucin, frère Isidoro de Sevilla, et qui se répand très vite dans toute l'Espagne: celui de la Divina Pastora, la Vierge bergère avec un grand chapeau de paysanne veillant sur un troupeau de jeunes agneaux (Prado). Séjournant à Séville en 1729, les souverains qui l'appréciaient, ont cherché à l'attirer à la Cour sans y parvenir. L'aspect le personnel de son talent est représenté par deux natures mortes en  trompe-l'œil (Le Tabac et le Vin, allégories de l'odorat et du goût) qui, par la plasticité du traitement et la disposition des objets dans l'espace, renouvelle la grande tradition espagnole.

## Musées
Paris (Musée du Louvre): Le Tabac, Le Vin – Séville: Sainte Anne, Sainte Madeleine.